# Aklera
Aklera là một thành phố và khu đô thị của quận Jhalawar thuộc bang Rajasthan, Ấn Độ.

## Địa lý
Aklera có vị trí 24°25′B 76°34′Đ / 24,42°B 76,57°Đ Nó có độ cao trung bình là 309 mét (1013 foot).

## Nhân khẩu
Theo điều tra dân số năm 2001 của Ấn Độ, Aklera có dân số 18.167 người. Phái nam chiếm 52% tổng số dân và phái nữ chiếm 48%. Aklera có tỷ lệ 61% biết đọc biết viết, cao hơn tỷ lệ trung bình toàn quốc là 59,5%: tỷ lệ cho phái nam là 72%, và tỷ lệ cho phái nữ là 49%. Tại Aklera, 17% dân số nhỏ hơn 6 tuổi.